# Narvi (měsíc)
Narvi (vyslovováno /ˈnɑrvi/) je malý měsíc planety Saturn. Byl objeven v roce 2003 vědeckým týmem, jehož členy jsou Scott S. Sheppard, David C. Jewitt, Jan Kleyna a Brian G. Marsden. Po svém objevu dostal dočasné označení S/2003 S 1. V lednu 2005 byl nazván norském bohovi jménem Narvi, nazývaném také Narfi nebo Nari, synovi Lokiho. Dalším jeho názvem je Saturn XXXI.
Narvi patří do skupiny Saturnových měsíců nazvaných Norové.

## Vzhled měsíce
Předpokládá se, že průměr měsíce Narvi je přibližně 6,4 kilometrů (odvozeno z jeho albeda).

## Oběžná dráha
Narvi obíhá Saturn po retrográdní dráze v průměrné vzdálenosti 15,6 milionů kilometrů. Oběžná doba je 725,8 dní.